# Tiha revolucija
Tiha revolucija (nemško Das schweigende Klassenzimmer) je nemški dramski film režiserja Larsa Kraumeja iz leta 2018. Film govori o srednješolskem razredu v komunistični Nemški demokratični republiki, ki ima v svoji učilnici trenutek tišine za žrtve neuspele protikomunistične madžarske revolucije leta 1956. To majhno solidarno dejanje ima nepredvidene posledice za otroke, njihove starše in šolski svet. Film temelji na resnični zgodbi, ki jo je v istoimenski knjigi povedal Dietrich Garstka (1939–2018), eden od srednješolcev.

## Zgodba
Konec leta 1956, pred gradnjo Berlinskega zidu, srednješolca iz Vzhodne Nemčije (NDR) Kurt in Theo na skrivaj odideta v kino v Zahodnem Berlinu. Ogledata si filmski tednik, kjer izvesta o protikomunistični madžarski vstaji. Doma v Stalinstadtu prepričata nekatere sošolce, da skupaj obiščejo bližnji dom Edgarja, prastrica Paula, enega od srednješolcev. Pri Edgarju srednješolci poslušajo radijsko postajo RIAS, ki oddaja iz Zahodnega Berlina. Med poslušanjem izvejo za smrt Ferenca Puskása, madžarskega nogometaša, ki so ga učenci oboževali. Kurt uspe prepričati večino razreda, da za žrtve na Madžarskem pred začetkom pouka naredijo trenutek tišine. To vznemiri njihovega učitelja in eden izmed srednješolcev, Erik, mu reče, da gre za protestno dejanje. Po ponovnem srečanju pri Edgarju v razredu naredijo glasovanje in se odločijo, da bodo lagali o tem, kar se je zgodilo, in rekli, da je bil to le trenutek žalovanja za nogometaša Puskása.
Kessler, vneta šolska nadzornica, začne preučevati incident. Fritz Lange, minister za nacionalno šolstvo v NDR, prispe v šolo in dogodek označi za protirevolucionarnega in razred prosi, naj s prstom pokaže na pobudnika. Ves razred ostane tiho in za kazen jim je vsem prepovedano maturirati. Pod pritiskom Erik prizna celotno zgodbo o Edgarju in poslušanju RIAS-a. Edgarja nato aretirajo, čemur je priča Paul. Theov oče se poskuša pomeniti z Langejem, vendar ga ta zaradi vpletenosti v vzhodnonemško vstajo leta 1953 ne jemlje resno.
Naslednji dan Kessler zasliši vsakega člana razreda. Da bi povečala pritisk na Erika, mu pove, da je bil njegov oče, ki ga Erik časti kot socialističnega junaka, pravzaprav nacistični kolaborant, ki ga je nato obesila Rdeča armada. Erik se s tem ne more spoprijeti, izda Kurta in ustreli svojega inštruktorja strelnega orožja. Po grožnji materi ga premagajo trije sošolci. Nato prizna, da je izdal Kurta. Tisti večer Kessler poskuša prepričati Kurta, da krivdo zvrne na Erika. Kurt noče in pobegne v Zahodni Berlin. Naslednji dan Kessler prosi vsakega učenca, naj potrdi, da je bil Kurt res pobudnik trenutka tišine. Razred to zavrne. Po zavrnitvi so vsi izključeni in v nekaj dneh skupaj pobegnejo v Zahodni Berlin.

## Igralska zasedba
- Leonard Scheicher (de) kot Theo Lemke
- Tom Gramenz (de) kot Kurt Wächter
- Lena Klenke kot Lena
- Isaiah Michalski (de) kot Paul
- Jonas Dassler kot Erik Babinsky
- Florian Lukas kot ravnatelj šole Schwarz
- Jördis Triebel kot Frau Kessler, preiskovalka
- Michael Gwisdek kot stric Edgar
- Burghart Klaußner kot Fritz Lange, minister za šolstvo
- Ronald Zehrfeld kot Hermann Lemke, Theov oče
- Carina Wiese kot Irmgard Lemke, Theova mama
- Max Hopp kot Hans Wächter, Kurtov oče
- Judith Engel kot Anna Wächter, Kurtova mama
- Bettina Hoppe kot Christa, Erikova mama
- Götz Schubert kot Pfarrer Melzer, Erikov oče
- Daniel Krauss kot Lange, minister svobodne nemške mladine
- Rolf Kanies kot Wardetzki, učitelj streljanja
- Carmen-Maja Antoni kot Lenina babica